# Crkva Svetog Martina u Canterburyju
Crkva sv. Martina u Canterburyju, Kent (Engleska) je najstarija župna crkva u Engleskoj koja je u kontinuiranoj uporabi od 6. st. God. 1988., upisana je na UNESCOv popis mjesta svjetske baštine u Europi zbog velikog uznačaja kao prethodnica kršćanstva u Anglosaksonskom kraljevstvu.

## Povijest
Koncem 6. st., prije pokrštenja kralja Ethelberta od Kenta, njegova žena, kraljica Bertha, franačka princeza, je prakticirala svoju vjeru u svojoj privatnoj kapeli sa svojim kapelanom, biskupom Liudhardom. Sveti Bede je spominje u 7. st. kao crkva sv. Martina. To je potvrđeno 1844. god. kada je u crkvenom dvorištu pronađen pehar pun zlatnika od kojih je na nekima bio lik s dijademom i latinskim imenom biskupa Liudharda.
U crkvi su sahranjene mnoge važne osobe kao što su: Thomas Sidney Cooper (umjetnik) i Mary Tourtel, spisateljica i autorica Rupert Beara. Crkva ima i dugu glazbenu tradiciju od opata iz opatije sv. Augustina do danas kada se svake nedjelje izvode renesansni napjevi uz pratnju pjevačkog kvarteta.

## Odlike
Crkva je građena od opeke (spolia) s ranijih rimskih građevina, uključujući i pločice. Greda na najstarijem zidu je najvjerojatnije bila greda ulaza u Berthinu crkvu, dok je ostatak crkve izgrađen za vrijeme pape Grgura I. koji je poslao misiju u 7. i 8. st., uključujući većinu glavnog broda. istočna apsida je uklonjena, a toranj je izgrađen mnogo kasnije u engleskom gotičkom strmom stilu (perpendicular). Danas je crkva nacionalni spomenik I. klase.
- Natkrivena vrata u crkveni posjed
- Canterburyjska katedrala iza crkve sv. Martina
- Crkveno groblje
- Crkveni toranj
- Krstionica kralja Ethelberta